# Herb Wolborza
Herb Wolborza – jeden z symboli miasta Wolbórz i gminy Wolbórz w postaci herbu.

## Wygląd i symbolika
Herb przedstawia w polu czerwonym wieżę srebrną o czarnej bramie i dwóch oknach, z blankami i bocznymi wieżyczkami, wszystkie nakryte daszkami trójkątnymi z chorągiewkami.

## Historia

Dawny herb gminy

Herb ustanowiony uchwałą Rady Gminy Wolbórz nr XXX/129/93 z 20 listopada 1993 roku, przedstawiał w polu czerwonym oblankowaną wieżę z takimiż gankami barwy srebrnej, z wejściem i oknami barwy czarnej. Wieża i ganki nakryte dachami barwy błękitnej, dach wieży wieńczy złota kula. Na szczytach dachów osadzone trzy chorągiewki barwy białej, na wieży i w lewym ganku – w lewo. Autorem projektu był mieszkaniec Wolborza – Zygmunt Goliat. Ponieważ herb nie spełniał warunków stylistyki heraldycznej 19 sierpnia 2009 uchwałą nr XXXII/226/2009 ustanowiono nowy. Projekt nowego herbu opracował Instytut Heraldyczno-Weksylologiczny Alfreda Znamierowskiego.
Na tarczy herbowej obu herbów znajduje się wizerunek podobny do umieszczonego na XVI-wiecznej pieczęci miejskiej Wolborza.
Flaga Wolborza zawiera wizerunek godła.